# Julia Urban
Julia Urban (* 1972 in Prien am Chiemsee) ist eine deutsche Schauspielerin.

## Leben

### Ausbildung und Bühne
Julia Urban durchlief von 1995 bis 1999 ihre Schauspielausbildung an der Athanor Akademie für Darstellende Kunst in Burghausen, die sie mit der Bühnenreifeprüfung und dem Schauspieldiplom abschloss. Später besuchte sie Improvisations- und Filmworkshops in München, Graz und Wien und machte eine Ausbildung in der Meisner-Technique.
Ihr erstes Festengagement hatte sie am Salzburger Landestheater (1999–2003), wo sie zahlreiche Rollen des klassischen Fachs spielte. Zu ihren Bühnenrollen dort gehörten u. a. Grusche in Der kaukasische Kreidekreis (1999), Klärchen in Egmont (1999), Rosalinde in Wie es euch gefällt (2001), die Titelrolle in Antigone und die Lady Milford in Kabale und Liebe (2003).
Seit 2003 arbeitet Urban als freie Schauspielerin an Theatern in Deutschland, Österreich und der Schweiz. Theaterengagements hatte sie u. a. beim Kleinkunsttheater „Carambolage“ in Bozen (2005; als Marlene in Die bitteren Tränen der Petra von Kant), an der Neuen Bühne Villach (2006), bei den Carl Orff-Festspielen Andechs (2006–2007; als Agnes Bernauer in Die Bernauerin), beim Winter-Tollwood-Festival in München (2007; als Ev Haslinger im Volksstück Der verkaufte Großvater), am Theater Biel/Solothurn (2008; Titelrolle in Nora), beim Off-Theater „Theater(OFF)ensive“ in Salzburg (2011), am Nationaltheater Sibiu und beim „Theater Ecce“ in Salzburg (2014) und am Theater Wasserburg (2014–2017).
2000 gastierte sie als Minna von Barnhelm erstmals bei den Komödienspielen Porcia. Weitere Rollen dort waren u. a. die Titelrolle in Mirandolina (2008), Alkmene in Amphitryon (2011), Augustine in 8 Frauen (2015) und Titania/Hippolyta in Ein Sommernachtstraum (2016; Regie: Angelica Ladurner).
2012 und 2013 gastierte sie beim Theater im Park Hohenaschau im Englischen Garten der ehemaligen Villa Elisabeth als Beatrice in Wie es euch gefällt und als Pozzo in Warten auf Godot.
Urban wirkte auch bei zahlreichen freien Theaterproduktionen mit, spielte Straßentheater in Innsbruck, macht regelmäßig Kinder- und Jugendtheater (Theater Vogelfrei, Theater Blaumond) und führt Regie. Im Sommer 2017 trat sie beim Theaterfestival der Priener Bühnenkunst „Dramasuri“ im Priener Eichental auf.

### Film und Fernsehen
Urban gab ihr Film- und Fernsehdebüt an der Seite von Heio von Stetten in dem Heimatfilm Franz und Anna (2002), in dem sie die hübsche 21-jährige Anna Rissbacher spielte, die anlässlich der Beerdigung ihrer Mutter aus der Stadt in das Gebirgsdorf Oberkarbach zurückkehrt, um den Haushalt des Vaters zu führen, und sich in den armen Hilfslehrer Franz Gattl verliebt.
Mehrfach war sie in Haupt- und Nebenrollen in der Fernsehreihe Der Komödienstadel zu sehen. In der Komödienstadel-Produktion Die Provinzdiva (Erstausstrahlung: Februar 2011) spielte sie die Postbotin Wally, die zur Bühne will, und den Manager einer Stummfilmdiva mit einer Marlene-Dietrich-Parodie als „fesche Lola“ und als Jungfrau von Orleans zu begeistern versucht. In der Komödienstadel-Produktion Die fromme Helene, die im Februar 2012 im BR-Studio in Unterföhring aufgezeichnet wurde, war sie die Wirtsgattin Emmi Steiger. In der Komödienstadel-Produktion Wenn's lafft, dann lafft's (2014), die im April 2014 im Studio des Bayerischen Rundfunks in Unterföhring aufgezeichnet wurde, hatte sie erneut eine Hauptrolle; sie spielte Elisabeth Brandstätter, die geschiedene Frau des Trödelhändlers Raimund Brandstätter (Dieter Fischer). In der Komödienstadel-Produktion Das Orakel von Ramersdorf (2022) war sie als „steife“ Pastoralreferentin Elisabeth Bachler zu sehen. In der Komödienstadel-Produktion Ach du lieber Gott (2023) verkörperte sie die resolute Klosterköchin Daniela Reitmeier. Urbans Partner im Komödienstadel waren u. a. Dieter Fischer, Katharina Schwägerl, Heide Ackermann und Christian K. Schaeffer.
Urban hatte außerdem regelmäßig Episodenrollen in Fernsehserien, u. a. Schloßhotel Orth (2004 als „Falschspielerin“ und Betrügerin Angelika Hauser), SOKO Kitzbühel (2011; als Blumenhändlerin und Mordopfer Corinna Lunz), Franzi (2012; als Braut und scheidungswillige Ehefrau Patrizia, an der Seite von Jule Ronstedt) und Die Rosenheim-Cops (2012; als Bäuerin Melanie Gruber). 
In der 43. Staffel der ZDF-Fernsehserie SOKO München (2018) war sie in einer Episodenrolle als Leiterin einer Wohngruppe für Problem-Jugendliche zu sehen. In der 3. Staffel der Vorabendserie Watzmann ermittelt (2023) übernahm sie eine dramatische Episodenhauptrolle als tatverdächtige Gemüsebäuerin Thea Stoll. In der 23. Staffel der ZDF-Krimiserie Die Rosenheim-Cops (2023) hatte sie eine weitere Episodenrolle als tatverdächtige Schwester des ermordeten Rosenheimer Türmers.

### Dozentin und Privates
Julia Urban ist seit 2014 als Dozentin für Schauspiel und Theaterimprovisation an der Schule der Künste Frasdorf tätig. Außerdem leitet sie Schauspiel-Workshops für Kinder. Seit 2009 lebt Julia Urban mit ihrer Tochter am Chiemsee.

## Auszeichnung
1996 wurde Urban im 3. Semester ihres Schauspielstudiums mit dem Lore Bronner-Förderpreis für Nachwuchsschauspieler des Bezirkes Oberbayern ausgezeichnet.

## Filmografie (Auswahl)
- 2002: Franz und Anna (Fernsehfilm)
- 2004: Schloßhotel Orth: Glückssache (Fernsehserie, eine Folge)
- 2004: München 7: Mir zwoa (Fernsehserie, eine Folge)
- 2006: Die Rosenheim-Cops: Ein Sarg für zwei (Fernsehserie, eine Folge)
- 2007: Grüß Gott, Herr Anwalt (Fernsehfilm)
- 2007: Die Lawine (Fernsehfilm)
- 2008: Der Komödienstadel: Foulspui (Fernsehreihe)
- 2011: Der Komödienstadel: Die Provinzdiva (Fernsehreihe)
- 2011: SOKO Kitzbühel: Böses Blut (Fernsehserie, eine Folge)
- 2011: SchleichFernsehen (Kabarettsendung, eine Folge)
- 2012: Franzi: Hula Hupp (Fernsehserie, eine Folge)
- 2012: Der Komödienstadel: Lauter Hornochsen (Fernsehreihe)
- 2012: Der Komödienstadel: Die fromme Helene (Fernsehreihe)
- 2012: Die Rosenheim-Cops: Betriebsausflug in den Tod (Fernsehserie, eine Folge)
- 2014: Der Komödienstadel: Wenn’s lafft, dann lafft's (Fernsehreihe)
- 2018: SOKO München: Haltlos (Fernsehserie, eine Folge)
- 2018: Inga Lindström – Die Braut vom Götakanal (Fernsehreihe)
- 2021: Die Rosenheim-Cops: Nur der Wald war Zeuge (Fernsehserie, eine Folge)
- 2022: Der Komödienstadel: Das Orakel von Ramersdorf (Fernsehreihe)
- 2023: Der Komödienstadel: Ach du lieber Gott (Fernsehreihe)
- 2023: Watzmann ermittelt: Die Unbeugsame (Fernsehserie, eine Folge)
- 2023: Die Rosenheim-Cops: Ausgeblasen (Fernsehserie, eine Folge)
- 2023: Hubert ohne Staller: Anleitung zum Glücklichsein (Fernsehserie, eine Folge)
- 2024: Der Komödienstadel: A Wiesn Gschicht (Fernsehreihe)